# Ferocactus
Ferocactus é um gênero vegetal da família cactaceae.

## Sinonímia
- Bisnaga Orcutt
- Brittonia C.A.Armstr.

## Espécies
| - Ferocactus acanthodes - Ferocactus alamosanus - Ferocactus californicus - Ferocactus chrysacanthus - Ferocactus cylindraceus - Ferocactus diguetii - Ferocactus echidne - Ferocactus emoryi - Ferocactus flavovirens - Ferocactus fordii - Ferocactus glaucescens | - Ferocactus gracilis - Ferocactus hamatacanthus - Ferocactus haematacantus - Ferocactus herrerae - Ferocactus histrix - Ferocactus johnstonianus - Ferocactus latispinus - Ferocactus lindsayi - Ferocactus macrodiscus - Ferocactus peninsulae - Ferocactus pottsi | - Ferocactus rectispinus - Ferocactus recurvus - Ferocactus reppenhagenii - Ferocactus robustus - Ferocactus santa-maria - Ferocactus schwarzii - Ferocactus stainesii - Ferocactus townsendianus - Ferocactus viridescens - Ferocactus wislizenii |